# Bolesław (gromada w powiecie dąbrowskim)
Bolesław – dawna gromada, czyli najmniejsza jednostka podziału terytorialnego Polskiej Rzeczypospolitej Ludowej w latach 1954–1972.
Gromady, z gromadzkimi radami narodowymi (GRN) jako organami władzy najniższego stopnia na wsi, funkcjonowały od reformy reorganizującej administrację wiejską przeprowadzonej jesienią 1954 do momentu ich zniesienia z dniem 1 stycznia 1973, tym samym wypierając organizację gminną w latach 1954–1972.
Gromadę Bolesław z siedzibą GRN w Bolesławiu utworzono – jako jedną z 8759 gromad na obszarze Polski – w powiecie dąbrowskim w woj. krakowskim, na mocy uchwały nr 21/IV/54 WRN w Krakowie z dnia 6 października 1954. W skład jednostki weszły obszary dotychczasowych gromad Bolesław, Strojców, Tonie, Świebodzin i Pawłów ze zniesionej gminy Bolesław w tymże powiecie. Dla gromady ustalono 21 członków gromadzkiej rady narodowej.
1 stycznia 1958 z gromady Bolesław wyłączono przysiółek Brzeźnica włączając go do gromady Mędrzechów w tymże powiecie.
31 grudnia 1959 do gromady Bolesław przyłączono obszar zniesionej gromady Samocice oraz wsie Podlipie i Kuzie ze zniesionej gromady Zalipie.
Gromada przetrwała do końca 1972 roku, czyli do kolejnej reformy gminnej. 1 stycznia 1973 reaktywowano gminę Bolesław.